# Sjisjmanovo
Sjisjmanovo (Bulgaars: Шишманово Shishmanovo) is een dorp in Bulgarije. Het dorp is gelegen in de gemeente Charmanli, oblast Chaskovo en telde op 31 december 2019 zo’n 538 inwoners. Sjisjmanovo ligt 12 kilometer ten noorden van Charmanli. Tot 1903 heette het dorp Chasobasa (Хасобасъ).

## Bevolking
Tot het einde van de twintigste eeuw heeft het dorp Sjisjmanovo het bevolkingsaantal zien krimpen, vooral vanwege grote emigratiegolven richting Turkije. Na de val van het communisme heeft het dorp weer een positieve bevolkingsgroei.
|  |

In de volkstelling van 2011 bestond een meerderheid van circa 89,5% van de bevolking
uit Bulgaarse Turken. Ongeveer 8,8% van de bevolking bestond uit uit etnische Bulgaren.
| Etnische samenstelling in 2011 | Etnische samenstelling in 2011 | Etnische samenstelling in 2011 | Etnische samenstelling in 2011 | Etnische samenstelling in 2011 |
| ------------------------------ | ------------------------------ | ------------------------------ | ------------------------------ | ------------------------------ |
|                                |                                |                                |                                |                                |
| Bulgaren                       | Bulgaren                       |                                | 8,8%                           | 8,8%                           |
| Turken                         | Turken                         |                                | 89,5%                          | 89,5%                          |
| Roma                           | Roma                           |                                | -                              | -                              |
| Anders + onbekend              | Anders + onbekend              |                                | 1,8%                           | 1,8%                           |